# Hypolytrum dissitiflorum
Hypolytrum dissitiflorum är en halvgräsart som beskrevs av Ernst Gottlieb von Steudel. Hypolytrum dissitiflorum ingår i släktet Hypolytrum och familjen halvgräs. Inga underarter finns listade i Catalogue of Life.